# Theologie van de rekenkunde
De Theologie van de rekenkunde (Grieks: Theologoumena Arithmeticae/Ta theologoumena tes arithmetikes) was een neopythagoreïsche tekst van halverwege de 4e eeuw die werd toegeschreven aan de neoplatonist Jamblichus, wiens auteurschap echter onwaarschijnlijk is. Het werk is een compilatie en heeft het karakter van een verzameling lesaantekeningen. Naast oorspronkelijke notities van colleges bevat het uittreksels uit de Theologie van de rekenkunde van Nicomachus van Gerasa, uit Over de decade van bisschop Anatolius, leermeester van Jamblichus, en uit het werk van Speusippus.
De inhoud is van numerologische en mystieke aard. Getallen en wiskunde vormen een abstracte, universele taal, en ze waren de basis voor het pythagoreïsche denken. In de Theologie van de rekenkunde worden eenvoudige rekenkundige beginselen gecombineerd met religieuze beginselen om tot een theologie te komen van algemene, abstracte maar logische uitspraken. Wiskundige wetten komen van God, en zowel het kennen van die wetten als het uitvoeren van berekeningen brengen de mens dichter bij God.
Het belang van dit werk voor de kennis van het denken in de klassieke oudheid is dat via citaten tekstmateriaal is overgeleverd van verder onbekende werken, zoals dat van Speusippus. Ook is verder weinig gekend over rekenkundige theorieën in de oudheid, die niettemin een lange traditie kenden. Tot slot is het werk een reflectie van pythagoreïsch en neopythagoreïsch gedachtegoed, waarvan verder niet erg veel tekstmateriaal bewaard is gebleven.
De eerste vertaling uit het Grieks verscheen in het Engels in 1988.

## Bron
- Waterfield, R. The Theology of Arithmetic. On the Mystical, Mathematical and Cosmological Symbolism of the First Ten Numbers. Grand Rapids: Phanes Press, 1988.